# Black books
Black books és una comèdia de situació anglesa emesa pel Channel 4 i protagonitzada per Dylan Moran, Bill Bailey i Tamsin Greig. Va ser escrita per Dylan Moran, Graham Linehan, Arthur Mathews, Kevin Cecil, Andy Riley i produïda per Nira Park. La sèrie va guanyar el premi BAFTA per la Millor Comèdia de Situació els anys 2000 i 2005 i el Bronze Rose al Festival Rose d'Or de Montreux, l'any 2001. La sèrie se situa en una llibreria de vell homònima. Un establiment petit i independent del centre de Londres regentat per Bernard Black (Dylan Moran), un irlandès excèntric, misantrop, alcohòlic i irresponsable. Les històries les completen els personatges de Manny (Bill Bailey), el seu ajudant, i la seva amiga Fran (Tamsin Greig), dependenta de la botiga del costat.